# Cardiff Bay Visitor Centre
Cardiff Bay Visitor Centre (noto informalmente anche come "The Tube") era padiglione espositivi per visitatori progettato dall'architetto Will Alsop per la nuova Cardiff Bay situata in Galles; Costruita nel 1990, è stata smantellato nel 2010.
Opera ha vinto il premio Building of the Year del Royal Institute of British Architects (RIBA) (precursore del Premio Stirling) e il Regional Award for Architecture.